# Kurragömma (sång)
Kurragömma är en låt av Tonix 1986 skriven av Hans Östh. Det är det åttonde spåret i albumet med Ta världen i famn. Låten låg på Svensktoppen under 16 veckor mellan 2 mars och 15 juni 1986 med fjärde plats som bästa placering.

### Fotnoter
1. ↑  https://smdb.kb.se/catalog/id/001890549
2. ↑  https://www.nostalgilistan.se/tonix-276/kurragomma-1590